# オーレ (企業)
株式会社オーレ（英: OLE Inc.）は、日本の印刷会社。東京都墨田区に本社を置き、大判出力サービス『プリオ』を運営している。企業や個人からの注文に対応し、用途に応じた多様な印刷物を製造している。自社設備による一貫した製造体制と、オンラインでの受注方式を特徴としている。

## 概要
株式会社オーレは、2003年に設立された印刷業者で、ポスター、パネル、横断幕、等身大パネル、タペストリーなどの大判印刷物を主に取り扱っている。印刷工程は東京都および三重県の拠点で行われており、商業施設、イベント会場、展示会、個人の装飾用途など、さまざまなニーズに対応している。
注文はウェブ上の入稿システムを通じて受け付けており、印刷、加工、梱包などの工程は自社で一貫して行っている。製品には、パネル加工やスタンド付きの掲示用印刷物、屋外対応の幕類などが含まれる。

## 沿革
- 2003年 - 東京都新宿区にて設立。デザイン業を中心に事業を開始。
- 2005年 - インターネットを通じた大判出力サービス『プリオ』を開始。
- 2018年 - 株式会社アサプリホールディングスのグループ会社となる[1]。同年、松岡真一郎が代表取締役に就任。
- 2020年 - 三重県桑名市に第2工場を設置し、生産体制を拡充[2]。
- 2022年 - 厚生労働省より統計調査への協力に対し「統計功労事業所」として表彰[3]。
- 2024年 - 本社を東京都墨田区に移転。同年、J-WAVE『STEP ONE』の「CHEER UP WORKERS」コーナーにて、印刷現場の取り組みが紹介される[4]。